# Frontera entre Bèlgica i el Regne Unit
La frontera entre Bèlgica i el Regne Unit es una frontera totalment marítima entre Regne Unit i el regne de Bèlgica: els dos països estan separats pel Mar del Nord just després del Pas de Calais.
La província de Flandes Occidental és la província belga amb una costa que enfronta la costa d'Anglaterra. Les dues ciutats costaneres més properes són Ramsgate al comtat de Kent per al Regne Unit i Ostende per a Bèlgica que estan separades en línia recta per 105 km.
Bèlgica i el Regne Unit participen en els programes interregionals de «Dos Mars», «Nord-oest d'Europa» i la «Regió del Mar del Nord».